# Quoka
Quoka SRL ist ein Kleinanzeigenportal mit Sitz in Oradea (Rumänien) mit Gründungsjahr 1983, das aus den Marken ALLES, Annoncen AVIS, das inserat, Kurz&Fündig, PINWAND, Revier Markt, SperrMüll und SUCH&FIND Ost hervorging.  Der Verlag gab 14 Offertenblätter in Deutschland heraus und betreibt ein Onlineportal für regionale und bundesweite Kleinanzeigen in Deutschland. Sie ist ein Tochterunternehmen der Vorarlberger Russmedia GmbH und finanziert sich vornehmlich durch Werbung.

## Geschichte
Bis zum Jahr 2005 wurden die Offertenblätter RevierMarkt, Such und Find, alles, Annoncen AVIS, autoaktuell, das inserat, Kurz & Fündig, Pinwand und SperrMüll von verschiedenen Verlagsgruppen herausgebracht. Auch die Internetauftritte waren verschieden. Am 1. Januar 2005 erwarb Russmedia (damals Vorarlberger Medienhaus) die Quoka GmbH zu hundert Prozent. Daraufhin wurden die Internetauftritte zusammengelegt, die Anzeigen werden seitdem über eine gemeinsame Internetseite (quoka.de) veröffentlicht. Ende 2011 schloss Quoka seinen Print-Bereich – die 16 wöchentlich erscheinenden Blätter wurden eingestellt – und konzentriert sich seitdem auf das Onlinegeschäft. Quoka gehört, neben Kleinanzeigen.de und markt.de zu den größeren Kleinanzeigenportalen in Deutschland. Nach Angaben der Mutterfirma russmedia listete Quoka 2018 über 5 Millionen Anzeigen und verbuchte über 120 Millionen Seitenaufrufe bei 14 Millionen Besuchen pro Monat. Die statische Anzahl der Unique Visit des Kleinanzeigenportals im Zeitraum von März 2016 bis März 2017 betrug laut AGOF monatlich zwischen 1 und 1,5 Millionen.

## Kleinanzeigen
Im Internet werden private und gewerbliche Kleinanzeigen veröffentlicht. Das Inserieren von einfachen Standardanzeigen ist für alle Inserenten kostenlos. Prominente Platzierungen und Hervorhebungen können kostenpflichtig (sogenannter „VIP-Status“, der als monatliches Abonnement mit einer Laufzeit von einem, drei oder zwölf Monaten abgeschlossen werden kann) hinzu gebucht werden. Für iOS und Android ist eine kostenlose App verfügbar.
Unter laendleanzeiger.at findet sich eine österreichische Partnerseite vom gleichen Betreiber, die im Gegensatz zur deutschen Seite auch ein Impressum hat (siehe Kritik).

## Kritik

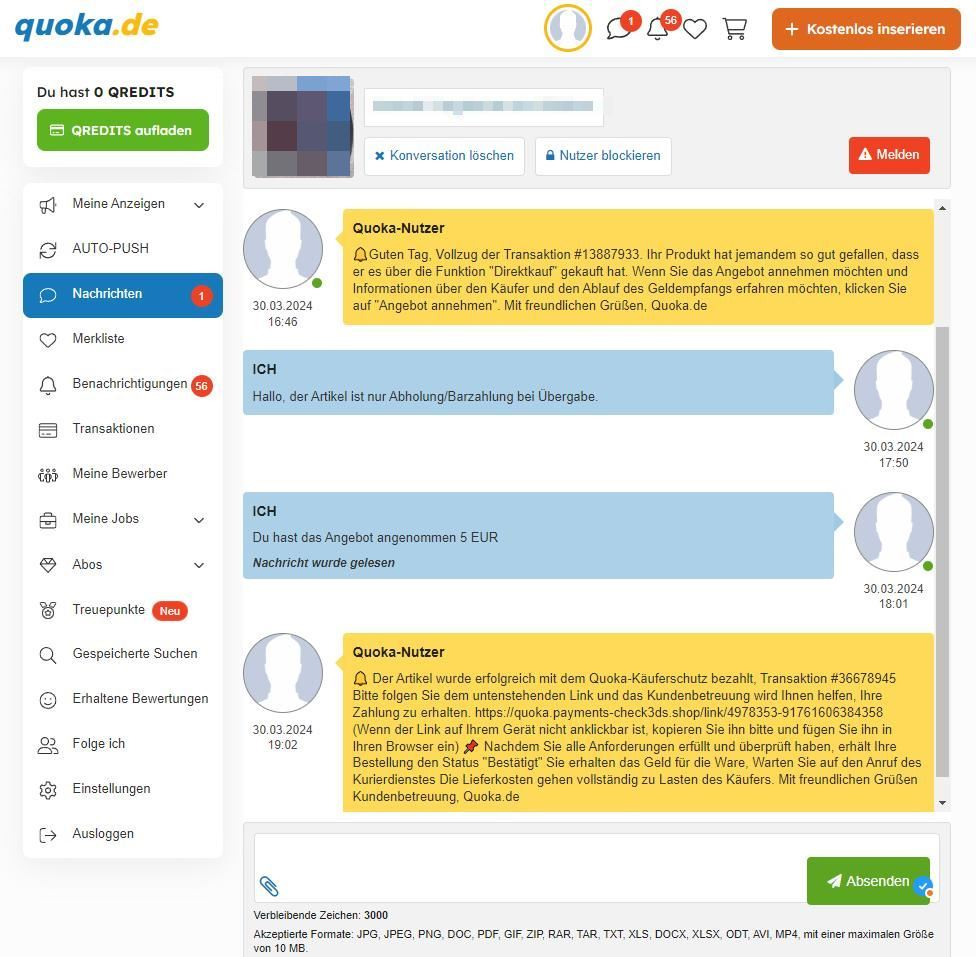
Screenshot eines Phishing-Versuchs, bei dem sich ein Betrüger als Quoka.de Kundenbetreuer und Quoka.de Systemnachricht ausgibt.

Im Gegensatz zur Konkurrenz Kleinanzeigen bietet Quoka.de keine eigene Bezahlfunktion für Verkäufer oder einen Käuferschutz an. Dieser Umstand wird von Betrügern oft für Phishing-Betrugsmaschen verwendet, bei denen Verkäufer/Anbieter von Anzeigen via eines nicht existierenden „Quoka-Käuferschutz“ angeblich erhaltene Zahlungen mittels Eingabe von persönlichen Daten bestätigen oder abrufen sollen. Dabei gibt der Betrüger als angeblicher Quoka-Kundenbetreuer oder automatische Quoka-Systemnachricht aus.
Auf diese Betrugsversuche weist Quoka.de in seinem Hilfebereich sogar selbst hin, erwähnt aber im Hilfebereich jedoch nicht, dass es keine eigene Bezahlfunktion und/oder eine Käuferschutzfunktion für Käufer gibt.
Des Weiteren werden seit dem Redesign der Benutzeroberfläche der quoka.de Website und Apps 2023 Verkäufer/Anbieter sehr häufig mittels E-Mails aufgefordert, ihrer gelisteten Anzeigen „kostenlos zu erneuern“, obwohl Anzeigen weiterhin wie gehabt 90 Tage aktiv sind und ein Ignorieren der Aufforderung keine Auswirkung zu haben scheint. Zusätzlich können in der kostenlosen Nutzung nur maximal 5 Anzeigen pro Tag auf erneuert werden.